# Au-delà des ombres
Au-delà des ombres est le cinquième tome de la série de bande dessinée Thorgal, dont le scénario a été écrit par Jean Van Hamme et les dessins réalisés par Grzegorz Rosiński. Elle a valu à ses auteurs le Grand Prix Saint-Michel 1983.

## Synopsis
Thorgal n'est plus que l'ombre de lui-même depuis qu'Aaricia a disparu dans la mer avec leur enfant. Il apprend alors par deux hommes que celle-ci est toujours vivante à Brek Zarith mais dans un état critique. Thorgal part alors vers les enfers avec Shaniah pour que la Mort redonne vie à son aimée. Mais le chemin est long et périlleux, et malgré les conseils de la gardienne des clés, Thorgal et Shaniah s'éloignent du chemin qu'ils doivent suivre. Le prix pour sauver Aaricia ne sera ni le courage ni la bravoure, mais simplement prendre une autre vie en échange... Shaniah choisit de payer ce prix mais n'en reviendra pas. Sauvée, Aaricia doit désormais être libérée de la cité de Brek Zarith. 

## Personnages (par ordre d'apparition)
- Thorgal
- Shaniah
- Wargan
- Galathorn
- La Gardienne des clés
- Norne : déesse sans nom capable de trancher le fil d'une vie[1]

## Publications
- Le Lombard, août 1983,  (ISBN 2-8036-0407-8)
- Le Lombard, 2013,  (ISBN 978-2-8036-0407-4)
- Niffle, avril 2017, col. « La Grande Bibliothèque », 276 planches  (ISBN 978-2-8739-3067-7)

## Récompenses
Grzegorz Rosiński et Jean Van Hamme reçoivent le Prix Saint-Michel 1983 de la Meilleure bande dessinée pour Au-delà des ombres.